# 袁淑梅
袁淑梅（1966年—），湖南隆回人，汉族，中华人民共和国戏曲家、第十一届全国人民代表大会河北地区代表。国家一级演员，全国“五一劳动奖章”获得者，省政协委员，省劳动模范，中国戏剧协会会员，省戏剧协会理事，连续两届的市管拔尖人才和跨世纪青年拔尖人才。
毕业于中央党校经济管理专业。加入民盟，担任河北省剧协副主席。2008年起担任全国人大代表。